# Šuc
Šuc je priimek več znanih Slovencev:
- Anton Šuc (1821—1889), javni delavec
- Gregor Šuc, diplomat, konzul
- Iztok H. Šuc, režiser, montažer, animator, pisec, urednik
- Jožef Šuc (1837—1900), rimskokatoliški duhovnik, politik in publicist
- Pavel Šuc (1925—2001), generalpodpolkovnik JLA
- Simona Šuc (*1972), slikarka in restavratorka
- Vojislav Šuc (*1954), diplomat